# Cerro Chaltén
A Cerro Chaltén vagy más néven Monte Fitzroy egy hegy a patagóniai Los Glaciares Nemzeti Parkban, El Chaltén településhez közel, Argentína és Chile határán. A határ a Chaltén hegységében húzódik végig, de a csúcs teljes egészében Argentínához tartozik.
Nevének jelentése füstölő hegy, a csúcsot általában körülvevő felhők miatt, és régebb szent hegyként tisztelték. A hegy Santa Cruz tartomány jelképe, amely a jelvényben jelenik meg.
A hegyet Francisco Moreno nevezte el Fitzroynak 1877-ben, a Beagle kapitánya, Robert Fitzroy után. Először Lionel Terray és Guido Magnone francia alpinisták mászták meg 1952-ben. Megmászása nehéz. Különleges alakja miatt sok fényképészt vonz.
A környék nehezen megközelíthető volt az El Chalten település és az El Calafate nemzetközi repülőtér megépítése előtt.

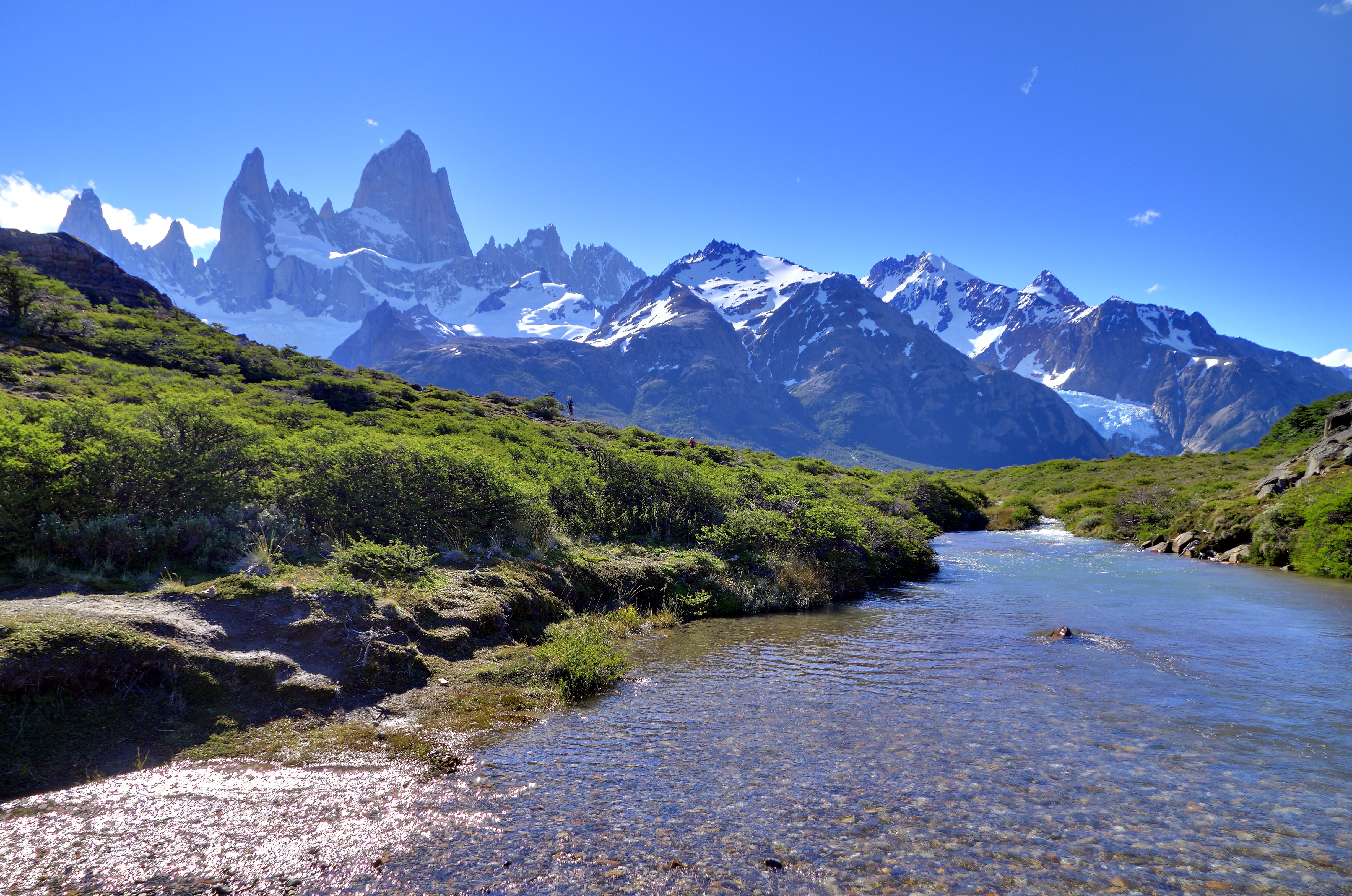
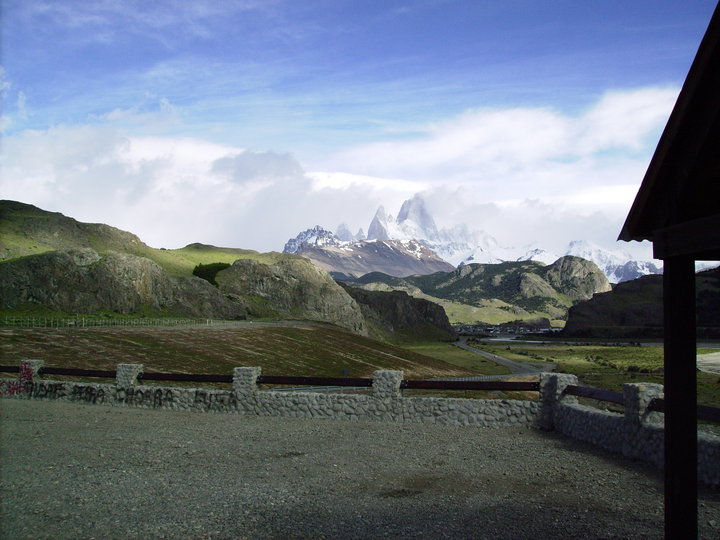
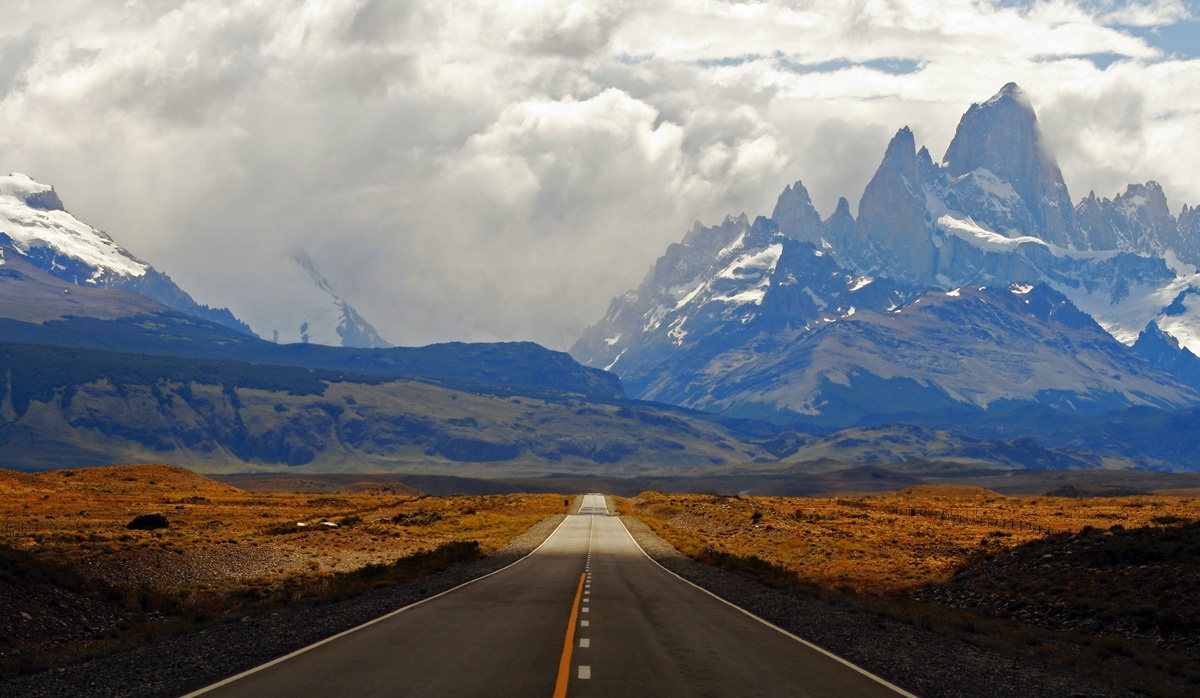
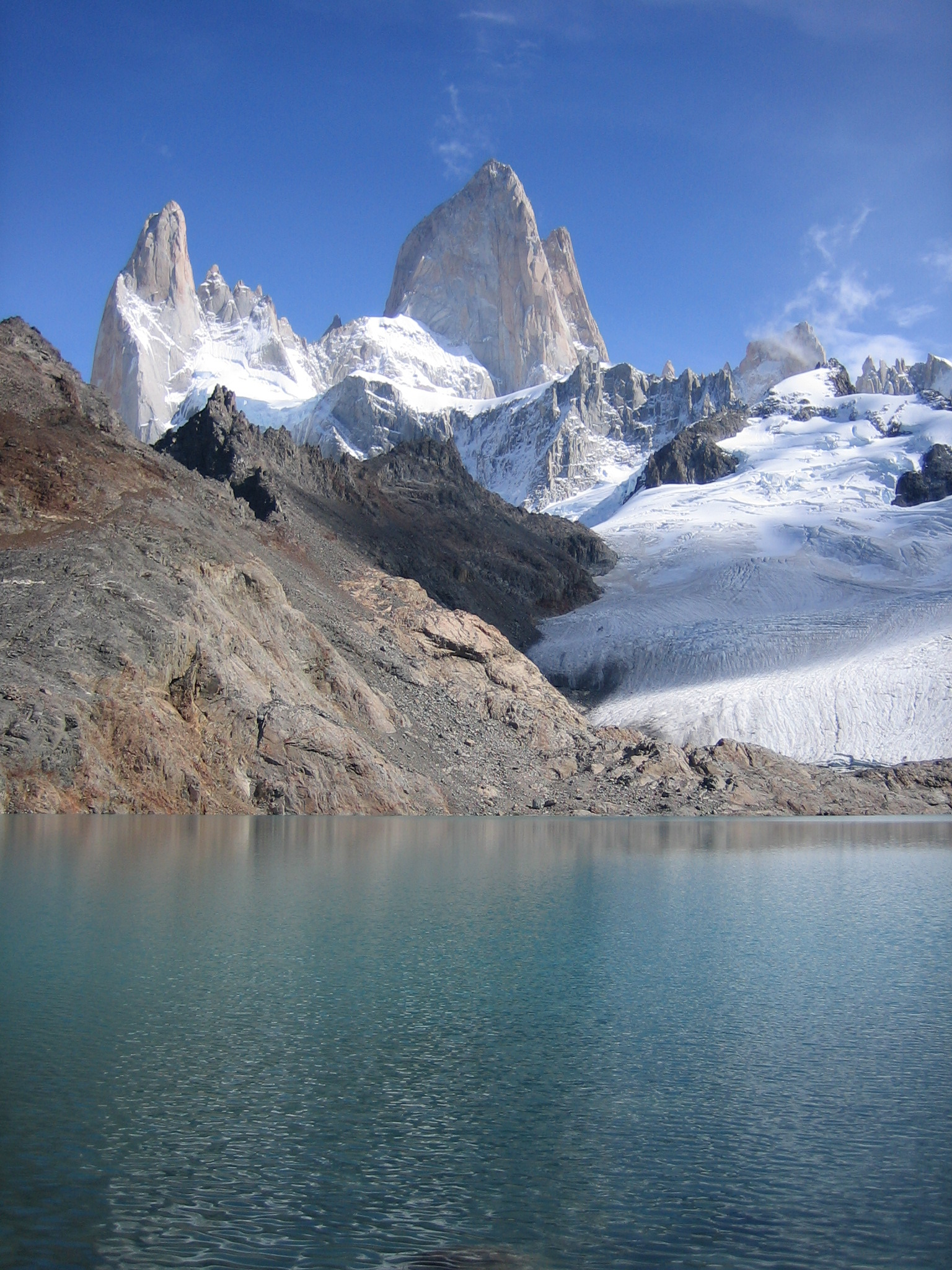